# Fruges
Fruges é uma comuna francesa na região administrativa de Altos da França, no departamento de Pas-de-Calais. Estende-se por uma área de 18,9 km². Em 2010 a comuna tinha 2 596 habitantes (densidade: 137,4 hab./km²).